# Jacquinia morenoana
Jacquinia morenoana är en viveväxtart som beskrevs av G. Castillo-campos och M.E. Medina Abreo. Jacquinia morenoana ingår i släktet Jacquinia och familjen viveväxter. Inga underarter finns listade i Catalogue of Life.